# Phrurolithus shimenensis
Phrurolithus shimenensis is een spinnensoort uit de familie van de Phrurolithidae.
De wetenschappelijke naam van de soort werd in 1997 gepubliceerd door Chang-Min Yin et al.